# Messalianer
Messalianer (syrisch Beter; auch Massalianer, Euphemiten, Enthusiasten oder Euchiten) waren die Anhänger verschiedener mönchsähnlicher spiritualistischer Gemeinschaften der Spätantike.

## Kleinasien
Die früheste derartige Bewegung begann im Kleinasien des 4. Jahrhunderts. Es handelte sich um eine nichtchristliche Gemeinschaft, die eine besondere und verstümmelte Form des Parsismus pflegte.

## Symeon/Makarios
Eine weitere Gemeinschaft trat um 350 in Syrien und etwas später in Kleinasien auf. Ihr geistiger Führer war Symeon von Mesopotamien, dessen Schriften unter dem Namen des Makarios erhalten sind. Sie wollten durch ständiges Gebet die Einwohnung des Teufels in getauften Christen abwehren. Die Lehre der Messalianer ist aus der syrischen christlichen Tradition erwachsen, galt aber als manichäisch beeinflusst und wurde 390 auf der Synode von Side und 431 auf dem Konzil von Ephesos verurteilt. 
Die Mönchsregel Basilius des Großen übernimmt jedoch weitgehend die der Messalianer. So kommt das beständige Lesen in der Schrift neben Beten, Fasten und Arbeit, das Basilios fordert, schon in der dritten Homilie des Makarios/Symeon vor. Über diese Vermittlung findet messalianisches Gedankengut seinen Weg in monastische Traditionen des Ostens und über die Regel des Benedikt von Nursia (Regula Benedicti) auch in die des Westens. Möglicherweise waren die syrischen Mönche, bei denen Basilius studierte, Messalianer. 
Die erste deutsche Übersetzung der Schriften des Makarius/Symeon durch Gottfried Arnold war von entscheidendem Einfluss auf den Pietismus.
In der Forschung galten Symeon und Makarios lange Zeit als unterschiedliche Personen, wobei Makarios als orthodox und abhängig von Gregor von Nyssa galt. Erst Hermann Dörries gelang die Identifikation.